# تفشي مرض فيروس ماربورغ في غينيا الاستوائية 2023
تم الإبلاغ عن تفشي مرض لأول مرة في غينيا الاستوائية في 7 فبراير 2023، وفي 13 فبراير 2023، تم تحديده على أنه مرض فيروس ماربورغ . كانت هذه هي المرة الأولى التي يتم فيها اكتشاف المرض في البلاد. اعتبارًا من 25 فبراير 2023، كانت هنالك حالةٌ واحدةٌ مؤكدةٌ و24 حالةً مشتبه بها، بما في ذلك تسع حالات وفاة في غينيا الاستوائية، وحالة واحدة مشتبه بها في إسبانيا.

## خلفية
مرض فيروس ماربورغ هو حمى نزفية فيروسية يسببها فيروس ماربورغ، مع معدل إماتة يصل إلى 88 في المائة. تتشابه الأعراض مع مرض فيروس الإيبولا. لا توجد لقاحات أو علاجات مضادة للفيروسات لماربورغ.

## التفشي
تم الإبلاغ عن تفشي مرض مجهول الهوية لأول مرة في 7 فبراير 2023 وربطه بأشخاص شاركوا في مراسم جنازة في منطقة نسوك نسومو بمقاطعة كي نتيم. تم الإبلاغ عن ثماني حالات وفاة بحلول 10 فبراير 2023، مما أدى إلى إغلاق محلي، بينما فرضت الكاميرون قيودًا على الحدود. وشملت الأعراض المبلغ عنها نزيف الأنف والحمى وآلام المفاصل وأمراض أخرى.
في 13 فبراير 2023، أعلنت منظمة الصحة العالمية ووزارة الصحة في غينيا الاستوائية أن إحدى العينات المرسلة إلى مختبر معهد باستور في السنغال قد ثبتت إصابتها بفيروس ماربورغ. في ذلك الوقت، كان هناك 25 حالة مشتبه بها، بما في ذلك 9 حالات وفاة. ولم يتم الإبلاغ عن حالة الحالة المؤكدة.
اكتشفت الكاميرون المجاورة حالتين مشتبه بهما لمرض فيروس ماربورغ في 13 فبراير 2023، لكن تم استبعادهما لاحقًا.
في 25 فبراير 2023، تم الإبلاغ عن حالة مشتبه بها لماربورغ في مدينة فالنسيا الإسبانية. الحالة المشتبه بها رجل يبلغ من العمر 34 عامًا عاد مؤخرًا من غينيا الاستوائية.